# Вздув
Вздув (пол. Wzdów) — село в Польше. Входит в состав гмины Хачув, Бжозувского повята, Подкарпатское воеводство.
Находится на юго-востоке Польши. Расположено примерно в 10 км к юго-востоку от Хачува, в 9 км к югу от Бжозува и в 47 км к югу от столицы воеводства г. Жешув.
Население — 977 человек (2011).
Первое упоминание относится к 1402 году. Одним из владельцев дворца в селе был Адам Осташевский, изобретатель, которого звали «Леонардо из Вздува».
В течение 47 лет, до 1 января 2006 года здесь располагался Народный университет Малой Польши.

## Достопримечательности
- Дворец